# Denise Moore
Denise Moore (algumas vezes referida como Deniz Moore) foi o pseudónimo de E. Jane-Wright (1876 - 21 de julho de 1911). Foi a primeira aviadora que faleceu num acidente aeronáutico.

## Biografia
E. Jane-Wrigth possuía ascendência britânica ou norte-americana. Antes de estabelecer-se na França em 1911, viveu na Argélia, quando era parte da França. Era a viúva de Denis Cornesson. Voou em França sob o nome de Denise Moore para ocultar da sua família a sua carreira de aviadora.
Jane-Wright morreu em Étampes, França, quando caiu desde 150 pés (45 m) desde seu avião virado. Segundo a história aeronáutica, ela é a primeira mulher em falecer por um acidente aéreo. Nesse momento, estava a aprender a voar na Henry Farman Aviation School, inscrita como E. J. Cornesson.